# スタートレック:ローワー・デッキ
『スタートレック:ローワー・デッキ』（英: Star Trek: Lower Decks、略称: LD）は、アメリカのSFテレビアニメである。『スタートレック』のテレビシリーズとして第9作目にあたり、アニメシリーズとしては『まんが宇宙大作戦』に次いで第2作目となる。
日本での配信開始前は「ロワー・デックス」と表記されたこともある。

## 概要
本作は2380年（劇場版第10作『ネメシス/S.T.X』の翌年）の惑星連邦を舞台に、宇宙艦隊所属艦の中で最も重要度が低いとされる宇宙艦U.S.S.セリトス NCC-75567に勤務するクルーたちの中でも、とりわけ重要度が低い下部デッキ(Lower Decks)に所属する若い士官たちの活躍を描いている。コメディ要素の強い作品だが、『スタートレック』の世界観を壊すことなく、熱心なトレッキーであればあるほど笑いを誘う内容となっている。
舞台設定およびスタッフ・クレジットのようなフォーマットは『新スタートレック』に影響を受けている。また『新スタートレック』には第167話「若き勇者達（原題：Lower Decks）」という、やはり下部デッキに所属する若い少尉たち4人にスポットを当てたエピソードがある。本作との直接的関連はないと思われていたが、この元祖ローワーデッキの一員のシトー・ジャクサ少尉と本作主人公のベケット・マリナー中尉に交流があったことがシーズン4で描かれた。
アメリカでは2020年8月6日からParamount+（旧称CBS All Access）で、カナダではBell Mediaが保有する放送局及び配信サービスで同日に公開された。日本を含むその他の地域では2021年1月22日からAmazonプライム・ビデオで公開されている。第2シーズンはアメリカ・カナダでは2021年8月12日より、日本を含むその他の地域では翌日の2021年8月13日より公開された。第3シーズンは、アメリカ・カナダでは2022年8月25日より配信され、日本を含むその他の地域ではAmazonプライム・ビデオで翌日より配信されていたが、2023年8月29日に配信が一旦終了。2025年1月より順次Paramount+にて配信が再開された。国内では未放送だった第4シーズンも、本国での放送開始2023年9月7日から遅れること2年弱で、ようやく2025年4月より配信開始された。
最終シーズンとなる第5シーズンも本国では放送済みで、第4シーズンに続き国内での配信も期待されている。

## 登場人物

### レギュラー
※ 声の括弧内は日本語吹き替え。
- ベケット・マリナー
  - 声 - タウニー・ニューサム（英語版）（小島幸子）
  - U.S.S.セリトスに勤務する地球人女性。ユニフォームは赤で腕まくりしている。少尉→中尉。優秀ではあるが、日頃の奔放な言動から少尉に降格され、U.S.S.キトからU.S.S.セリトスに配属される。これまでにも配属先を転々としており、U.S.S.キト[7]の前はディープ・スペース・ナインに勤務しており、キラ・ネリス大佐やクワークとも面識がある。身贔屓を嫌ってフリーマン艦長の娘であることを隠していたが、シーズン1終盤でセリトスのクルー全員に知られてしまう。
  - ケルヴィンタイムラインのスールー大尉やDISのスタメッツ中佐などと同様、近年のスタートレックのレギュラーキャラクターに見られる性的マイノリティーキャラクター。(元々マリナーはバイセクシャル設定で、アカデミー時代にアミナとデートしていた事もあると脚本家が明かしている。)
  - シーズン3からアンドリア人女性士官のジェニファー少尉と交際していたが、第29話にて濡れ衣を着せられたマリナーをジェニファーが全く信じなかったため喧嘩になり、マリナーはそのまま第80宇宙基地に転属。疑惑が晴れてセリトスに戻ってきた際もジェニファーはマリナーに気づくが話しかけられず、マリナーの方も彼女を一瞥すらせず、風評に捉われず自身を気遣ってくれていたいつもの3人、ボイムラーとテンディ、ラザフォードの方へ直行する。
  - 今回の一連の事件で艦隊に対する強い愛着を自覚し、これまでの自分の言動によってそれを失いかけた事も反省して一歩ずつ努力していくことを決めて、処罰の一環(第21話)としてではなく自発的にランサム中佐の下につく事にする等、元々の優秀さに加えて人間的に成長していく姿勢も見られるようになってきている。
  - 『スタートレック:ストレンジ・ニュー・ワールド』シーズン2第7話「大昔のサイエンティスト」にタウニー・ニューサム本人の実写の姿でゲスト登場し、憧れの若き日のウフーラ少尉に適度に仕事をさぼることを教える[8]。
  - 第31話にて、中尉に昇進する。
  - 第39話にてアカデミー時代、ベイジョー人のシトー・ジャクサ少尉と親交があったことが明かされる。シトー少尉はTNG119話「悲しみのアカデミー卒業式」と167話「若き勇者達（原題：Lower Decks）」に登場。119話ではニック・ロカルノ候補生、ウェスリー・クラッシャー候補生らとともに禁止されている危険な曲芸飛行「コルボートファイヤー」に挑戦するものの失敗、チームメイトが命を落とす。そしてそれを隠匿しようとしたものの真実が暴かれ、彼女は周囲から厳しい軽蔑の視線を受けながらアカデミー時代を過ごすこととなった。167話ではピカード艦長のはからいでU.S.S.エンタープライズDに配属され、同僚の少尉たちとの下積み勤務をしていた。しかしベイジョー人士官という指定がされた危険なカーデシア関連任務に就くこととなり、その任務中に若くして命を落とす。彼女の報われない死はマリナーにショックを与え、彼女の反抗的な言動のもとになっていた。

- ブラッドワード・ボイムラー（英語版）
  - 声 - ジャック・クエイド（平野潤也）
  - U.S.S.セリトスに勤務する地球人男性。トレッカーの代弁者的なキャラクター。ユニフォームは赤。少尉→中尉→少尉→中尉。生真面目な性格で出世欲が強く、仕事をこなしつつ昇進の機会をうかがっている。
  - シーズン1ではフリーマン艦長からマリナーの監視を命令され、同最終話ではU.S.S.タイタンのライカー艦長にスカウトされ中尉に昇進、タイタンに転属する。
  - シーズン2では上官のライカー艦長にかつて起こったのと同様に[注釈 2]上陸任務中の転送事故で複製が誕生してしまい、片方はそのままウィリアム・ボイムラー中尉としてU.S.S.タイタンに残り、もう片方はU.S.S.セリトスに少尉として戻る事になる。セリトス内で実力テストが行われた際には、訓練教官による悪質な改竄シミュレーションにもかかわらず100%の達成率を記録しており、優秀な素質の片鱗を見せている。
  - シーズン3で実家はフランスで大規模な干しブドウ業を営んでいることが明らかとなり、ピカード艦長の家柄のパロディとなっている。ブドウ園の従業員には若い女性が多く、なぜかボイムラーは彼女たちから好意を寄せられているものの本人は意に介していない。また髪は紫に染めており、地毛の色ではない。
  - 第28話にて、ウィリアムは就寝時の事故で死亡したとされるが、同話のラストで死を偽装してセクション31に参加した事が明かされる。ENT終了後の小説で描かれた、タッカー少佐へのオマージュとも取れる。
  - 第30話にて、テキサス級自動航行艦への有効な対策を(結果的に)提案したシャックス大尉の話を聞くように上級士官にやむを得ず大声をあげる等、シリーズ開始当初より行動的な面も描かれるようになってきている。
  - 『スタートレック:ストレンジ・ニュー・ワールド』シーズン2第7話「大昔のサイエンティスト」にジャック・クエイド本人の実写の姿でゲスト登場[8]。予期せぬタイムトラベルに困惑するも、トレッカーよろしくパイク船長や初代エンタープライズに大興奮で感極まっている様子が描かれた。
  - 第31話にて、中尉に昇進する。
  - 第40話では、ニック・ロカルノ（演者がトム・パリスと同じロバート・ダンカン・マクニール）の映像を見たラザフォード中尉の「トム・パリスと同じ顔してる」という台詞に「全然わかんない」とむすっとした表情で答えトレッカーを代弁している。

- ドヴァナ・テンディ（英語版）
  - 声 - ノエル・ウェルズ（英語版）（種市桃子）
  - U.S.S.セリトスの医療部門に勤務するオリオン人女性。ユニフォームは青。少尉→中尉。オリオン人の宇宙艦隊士官[注釈 3]およびレギュラーキャラクターの登場は初。悪役としての登場が多いオリオン人であるが、それに反して明るく真面目な性格で、奴隷商人等といったオリオン人に対するステレオタイプな偏見を嫌う。どんな任務もポジティブに捉え喜んで取り組むが、上司のドクターの評価を大袈裟に気にして落ち込むこともある。友情や愛情についても誠実な性格上、仲間との関係は良好で、特にラザフォードにはそれが高じて若干執着気味な描写が見られる。
  - シーズン3からは上級科学士官の訓練を開始する。
  - 第28話にて、ボイムラーが作成したホログラム映画プログラム内での出来事からいずれ艦長になりたいという目標を自覚するようになる。
  - 第30話の終盤において、ヴァルカン科学アカデミーから転属してきたティリン(第19話「wej Duj」に登場)と一緒に上級科学士官訓練を行う事になり、喜ぶ様子が描かれる。
  - 第31話にて、中尉に昇進する。
  - 第34話や40話において、オリオン星では「冬の星座のご主人様」という二つ名を持ち、かなり身分が高い様子が描かれているが、本人が必要なこと以外は語りたがらないので詳細は不明。

- サマンサン・ラザフォード
  - 声 - ユージン・コルデロ（英語版）（最上嗣生）
  - U.S.S.セリトスの機関部門に勤務する地球人男性。ユニフォームは黄。少尉→中尉。生粋の機械オタクで頭部にサイボーグ・インプラントを装着している。主役級の少尉たち4人の中では比較的常識人で温厚であるが、たまにインプラントをいじって暴走することもある。
  - たまに暴走していた理由について、10年前の事故が元で頭部にインプラントが装着された時に記憶とともに封印された本来の人格が表に出ようとしていたからであることと、そこに謎の艦隊士官の計画が絡んでいる事が明かされる。10年前の人格は現在のラザフォードとは正反対の傲慢な性格であり、当初は現在の人格を否定していたが、レースを経て自分の過ちを自覚し、現在の自分に当時の記憶の断片を託して消滅する(第25話「2人の自分」)。
  - 第30話にて、謎の艦隊士官は少佐時代のブエナミーゴ提督であり、計画は自動航行艦であるテキサス級の艦用のAIを極秘に開発していずれそれをもって自分の名声を高めようとしたものであった事が判明する。実際にAIを開発したラザフォードがそれを覚えていては不都合なため、事故を装って大怪我を負わせた上でインプラントを移植し、記憶を封印した事も明かされる。その事実を利用し、囮を演じて撃沈寸前のU.S.S.ヴァン・シターズからセリトスに3隻の注意を引き付ける事に成功する。
  - 第31話では4人組の中で唯一昇進していなかったが、それは過去の英雄的ないくつかの功績で昇進はしたくないと本人が固辞していたためで、エンジニアとしての功績で昇進したいと本人が努力していたものの、ストレスで限界に達しつつあった彼を見かねたテンディが、ビラップスに彼にふさわしい昇進をさせるように依頼。ビラップスから即座に直々に改めて功績を認められて中尉に昇進する。

- キャロル・フリーマン
  - 声 - ドーン・ルイス（英語版）（磯辺万沙子）
  - U.S.S.セリトスの艦長を務める地球人女性。ユニフォームは赤。大佐。マリナーの母親。マリナーに対しては幼少時から厳しく接してきたため衝突が絶えないが、徐々に関係も改善し互いの立場を尊重するようにはなっている。夫でありマリナーの父親でもあるアロンゾ・フリーマン提督からは気難しい性格と見なされている。
  - 第29話にて、過去のマリナーの言動から彼女の事を信じ切る事が出来ず、FNN(連邦ニュースネットワーク)のリポーターであるヴィクトリア・ヌーゼが知っていたセリトスで起きた出来事について全部彼女がバラしたと思い込み、一方的に第80宇宙基地への転属を命じるが、直後のニュースにて実はそれらの出来事は他の士官が取材時に無意識にバラしていた事であり、マリナーがそれに気が付いたため唯一セリトスや艦長自身についての良い面を話してくれていた事を知り、すぐにマリナーに連絡を取ろうとするが艦隊を辞めた後となる。
  - 第30話にて、彼女に自身の言動を謝罪し(マリナー自身も過去のいい加減な言動があっての事と理解していた)、和解。マリナー自身からのランサムを直属の上官とする申し出に快諾する。

- ジャック・ランサム
  - 声 - ジェリー・オコンネル[注釈 4]（志村知幸）
  - U.S.S.セリトスの副長を務める地球人の男性[注釈 5]。ユニフォームは赤。中佐。趣味は筋トレで日頃から鍛錬に勤しんでいる。自身の雄弁と肉体美には自信があるようだが、たまに空回りする。
  - 一見軽薄な言動が目立つが艦長への忠誠心やクルーへの愛情は本物であり、ボイムラーの艦隊士官としての真摯な姿勢やマリナーが本人なりに改心して勤務にあたるようになってきている事をさりげなく評価するなど、クルー各々に目を配っている。
  - 第29話にて、艦長がマリナーの言い分を聞かず一方的に転属を決めた時も止めようとする等、基本的にクルー側の立場で行動する理念を持っている事がうかがえる。
  - 本来優秀であるマリナーが自発的に彼を指導教官として選ぶ等、艦隊士官として優秀である描写もなされている。
  - VOY120話121話に登場したルディ・ランサム艦長と同じ苗字だが、関係は不明。

- シャックス
  - 声 - フレッド・タタショア（後藤光祐）
  - U.S.S.セリトスの戦術・保安部長を務めるベイジョー人の男性。ユニフォームは黄。大尉。シーズン1最終話で殉職するが、特に理由も明かされないままシーズン2で再登場している。マリナーやボイムラーによれば「生き返るのはブリッジクルーにはよくある」らしく驚くほどのことではないという。
  - タアナと交際関係にある。DS9の現司令官キラ・ネリス大佐とは旧知の仲。
  - 第30話にて、(結果的に)自身の長年の夢であったワープコア排出を行う事が出来て、その機会を作ってくれたボイムラーに感謝して「子グマちゃん」の群れに彼も加えることを約束する。

- ドクター・タアナ
  - 声 - ジリアン・ヴィグマン（橘U子[9]）
  - U.S.S.セリトスの医療部長を務めるカイト人[注釈 6]女性。ユニフォームは青。その上に白衣。中佐。テンディ直属の上司である。
  - 何かあればすぐ放送禁止用語で悪態をつくが、基本的にクルーの事は大事に思っており、特にテンディについては上級科学士官コースへ推薦したり、悩む彼女にアドバイスをする事もある等気に掛けている。
  - シャックスと交際関係にある。

- ティリン
  - 声 - Gabrielle Ruiz
  - U.S.S.セリトスに転属してきたヴァルカン人の女性。階級章はU.S.S.ヴォイジャーの元マキのクルーと同じ暫定士官のもの。暫定少尉→暫定中尉。地球人と比較すれば明らかに論理的思考のヴァルカン人であるが、生粋のヴァルカン人らからすると地球人と親和性が高いタイプとして見られている。
  - 初登場は第19話「wej Duj」で、当時はヴァルカン科学アカデミーに所属しておりヴァルカン船シヴァル号に勤務していた。直感的な判断が多いため、船長から有能さは認められていたものの「ヴァルカン船で勤務するヴァルカン人士官」としては不適格とされ、より適した勤務場所として宇宙艦隊に転属を命じられる。
  - 第30話にて、U.S.S.セリトスに転属、テンディとともに上級科学士官コースを歩む事になる。
  - 第31話にて、中尉に昇進する。
  - 純粋なヴァルカン人ながら、テンディをはっきり友人と明言したり、ボイムラーが中尉となって初めて上陸任務を指揮する立場となり悩んでいる時、自身のこれまでの功績が認められたからこその昇進だと彼を励ます等、地球人と親和性が高い性格として描かれている。
  - 第34話では謎に包まれているオリオン星の風習を観察するチャンスとばかり帰省するテンディにマリナーと同行し、やはり地球人に通ずる好奇心を持っている。
  - 第40話では艦隊の命令に背こうとするフリーマン艦長の肩を押したり、ヴァルカン船に戻らず宇宙艦隊に残ることを決める。

### 準レギュラー
- アンディ・ビラップ
  - 声 - ポール・シェアー（英語版）（後藤ヒロキ[10]）
  - U.S.S.セリトスの機関部長を務める地球人の男性。少佐。ラザフォード直属の上司にあたる。植民惑星ハイスぺリアの王子として生まれたが、「神話みたいな世界に生きるよりインパルスエンジンをいじる」ほうがいいとして、宇宙艦隊入隊時に諸権利を放棄する。ただし、ハイスペリア王族には「性的関係を持った者は王にならなければならない」という掟があるため、自身はそうならぬよう童貞を守っている。
  - ラザフォードの事は高く評価しており、テンディに依頼されたとはいえ、ラザフォード本人からは辞退されていた昇進を即座に再度認め、その場で中尉に昇進させる。

- ミグリーモ
  - 声 - ポール・F・トンプキンス（英語版）（青山穣)
  - U.S.S.セリトスのカウンセラーを務める鳥型種族(名称不明)の男性。物事を食べ物に例えたがる癖がある。
  - テンディの上級科学士官プログラム担当を務めており、テンディ本人からは科学部門に関する知識がない事等から当初は敬遠されていたが、彼自身はテンディの事は高く評価している。第30話においても落ち込むテンディを彼なりの表現で励まして前向きにさせるなど、カウンセラーとしての能力は高い。
  - 第29話にて、フリーマン艦長から指揮権を一時的に任された為、TNGにおけるトロイのように私服だが艦隊士官であり、階級はある程度高い模様だが、母親(吹き替えでは祖母だが言語では母と呼んでいる)にその事を知らせたい為いきなり私用通信を行う。
- ケイション
  - 声 - カール・タート（後藤ヒロキ）
  - シャックスの後任として赴任して来たタマリアン人の男性。中尉。宇宙艦隊初のタマリアン人士官である。シャックス復活後は保安主任の任をシャックスに返上し、彼の保安チームの一員となっている。
  - タマリアンは『新スタートレック』第102話「謎のタマリアン人（英語版）」で登場、敵対心はないものの宇宙翻訳機が対応できない解読不能言語を話し、意思の疎通が困難な種族である。第12話のサブタイトル「ケイション 彼の目は開かれた」はタマリアン語の「スカス 彼の目は開かれた」のパロディ。

### 旧シリーズからのゲスト
- Q
  - 声 - ジョン・デ・ランシー（羽佐間道夫）
  - 『新スタートレック』、『スタートレック:ディープ・スペース・ナイン』、『スタートレック:ヴォイジャー』の登場人物。第8話ゲスト。高次元生命体。

- ウィリアム・T・ライカー
  - 声 - ジョナサン・フレイクス（大塚明夫）
  - 『新スタートレック』の登場人物。第10・11・12話ゲスト。U.S.S.タイタンの艦長を務める地球人の男性。大佐。トロイの夫。U.S.S.エンタープライズ NCC-1701-D、Eの副長を務める。フリーマン艦長とマリナーとは旧知の仲。

- ディアナ・トロイ
  - 声 - マリーナ・サーティス（高島雅羅）
  - 『新スタートレック』の登場人物。第10話ゲスト。U.S.S.タイタンのカウンセラーを務める地球人とベタゾイド人ハーフの女性。中佐。ライカーの妻。U.S.S.エンタープライズ NCC-1701-D、Eのカウンセラーを務める。

- トム・パリス
  - 声 - ロバート・ダンカン・マクニール（森川智之）
  - 『スタートレック:ヴォイジャー』の登場人物。第13話ゲスト。U.S.S.ヴォイジャーの主任操舵士を務める地球人の男性。大尉[注釈 7]。マリナーの「まだサンショウウオ？」という台詞はVOY31話『限界速度ワープ10』より。

- ボーグ・クイーン
  - 声 - アリス・クリーグ（野沢由香里）
  - 『新スタートレック』、『スタートレック:ヴォイジャー』の登場人物。第18話ゲスト。ボーグ集合体の中枢的生命体で、ピカード艦長とジェインウェイ艦長の宿敵として描かれる。ボイムラーが受けたシミュレーションテスト「ボーグとの遭遇」にホログラムとして登場する。
  - ボーグ・クイーンは3人の女優によって演じられているが、本作で声を当てているクリーグは、『スタートレック ファーストコンタクト』と『スタートレック:ヴォイジャー』の最終話、そして『スタートレック：ピカード』シーズン3第9話・10話に出演している(声だけで、演じているのは別の女優)。

- ソーニャ・ゴメス[11][12]
  - 声 - リシア・ナフ（英語版）（麻生侑里）
  - 『新スタートレック』の登場人物。第20話ゲスト。U.S.S.アルキメデスの艦長を務める地球人の女性。大佐。フリーマン艦長の古くからの友人。
  - 少尉時代にはU.S.S.エンタープライズ NCC-1701-Dに機関部員として勤務し、着任早々ピカード艦長にぶつかりホット・チョコレートをかけてしまった人物[注釈 8]。

- マートク
  - 声 - J・G・ハーツラー（英語版）（上田耀司[注釈 9]）
  - 『スタートレック：ディープスペースナイン』の登場人物。第22話ゲスト。クリンゴン帝国総裁。クリンゴンのゲームにてチュートリアルキャラクターとして登場。
  - 『スタートレック：ディープスペースナイン』第73・74話「クリンゴンの暴挙(前後編)（英語版）」にて初登場。ただし、第99話で偽物の可変種と判明するため、実際の本人登場は第112話からである。以降、最終回までサブレギュラーの1人として継続的に登場する事になり、第172話で将軍からクリンゴン帝国総裁に昇格している。

- リア・ブラームス[13]
  - 声 - スーザン・ギブニー（英語版）[注釈 10]
  - 『新スタートレック』の登場人物。第23話ゲスト。ギャラクシー級航宙艦のエンジン設計者の一人で地球人の女性。ラザフォードの空想の産物として出現する。
  - 『新スタートレック』第54話「メンサー星人の罠（英語版）」ではジョーディ・ラ＝フォージ作成のホログラムとして、後の第90話「ギャラクシー・チャイルド（英語版）」では本人が登場。
  - 2370年にはゼフラム・コクレーン研究所の所長となっており、そのことが『スタートレック:ヴォイジャー』第21話で触れられている。
  - 『スタートレック：ネメシス』の初期稿では、冒頭のライカーとトロイの結婚式にラ＝フォージと夫婦として参加していたが(TNGでは既婚である為、ネメシスまでのどこかの段階で離婚している設定にしようとしたと思われる)、完成稿では削除され、ブラームスとの会話はガイナンとの会話に置き換えられる。

- キラ・ネリス
  - 声 - ナナ・ヴィジター（小宮和枝）
  - 『スタートレック:ディープ・スペース・ナイン』の登場人物。第26話ゲスト。ディープ・スペース・ナインの司令官。ベイジョー防衛軍の大佐。
  - シャックスとはレジスタンス時代の仲間であった事が明かさる。

- クワーク
  - 声 - アーミン・シマーマン（稲葉実）
  - 『スタートレック:ディープ・スペース・ナイン』の登場人物[注釈 11]。第26話ゲスト。アルファ宇宙域に21店舗を展開するクワークス・チェーンのオーナーであり、ディープ・スペース・ナインにある1号店では店主も兼ねている。
  - "Quark2000"という独自のレプリケーターを開発し商売も上々であるが、それが原因でカレマ人とトラブルを起こしてしまう。

- ヒカル・スールー
  - 声 - ジョージ・タケイ （坂東尚樹 [注釈 12]）
  - 『宇宙大作戦』の登場人物。地球人男性。第28話ゲスト。吹き替えではTOSに準じて「加藤船長」。ジェイムズ・T・カーク船長指揮下のU.S.S.エンタープライズ NCC-1701の操舵士として23世紀宇宙艦隊で数々の活躍をする。大佐に昇格後はU.S.S.エクセルシオール NCC-2000の船長を務め、カーク船長のU.S.S.エンタープライズ NCC-1701-Aとともに仇敵クリンゴン帝国との同盟関係構築に貢献する。
  - 片割れのウィリアムを亡くし、人生の意義を見失いかけていたボイムラーの意識下で幻として現れ、彼を諭し人生への活力を取り戻す手助けをする。

### 旧シリーズからのゲスト(セリフなし)
- エリザベス・シェルビー[14][15]
  - 『新スタートレック』の登場人物。第15話ゲスト。宇宙艦隊所属の地球人の女性。大佐。第25宇宙基地で開催された司令部会議に出席し、その後のパーティーにも参加している。出席者はルナ級以上の艦に勤務する士官が対象のため、艦隊主力艦の指揮官であることがうかがえる。
  - 『新スタートレック』第74・75話「浮遊機械都市ボーグ(前後編)（英語版）」に登場。対ボーグの防衛エキスパート兼ライカーの後任候補として一時的にU.S.S.エンタープライズ NCC-1701-Dに転属している。当時の階級は少佐。ピカードがボーグに拉致、同化された後はエンタープライズの艦長になったライカーにより副長を任じられたことがある。
  - 『スタートレック:ピカード』第29話にも登場。2401年時点で宇宙艦隊の最高位階級である元帥となっている。

- オコーナ[16][17]
  - 『新スタートレック』の登場人物。第15話ゲスト。地球人に酷似しているが種族不明の男性。第25宇宙基地で開催された司令部会議後のパーティーにDJとして参加している。
  - 『新スタートレック』第30話「無法者オコーナ（英語版）」に登場。貨物船アーストワイルの船長。不良っぽいが気さくな人物で、U.S.S.エンタープライズ NCC-1701-Dの乗員ともたちまち友好関係を築くなど、人たらしの才に長けている。
  - 『スタートレック：プロディジー』にも出演しており、本作より3~4年程度しか経っていないにもかかわらず髭や髪に白髪が目立つ他、『新スタートレック』当時には見られなかった人として軽薄な面が見られるようになっている。

- トゥヴォック
  - 『スタートレック:ヴォイジャー』の登場人物。第21話ゲスト。ヴァルカン人の男性。中佐。後述のモーガン・ベイトソン大佐と共に艦隊の極秘任務に参加し、パクレド人を「やや強い手法で」尋問し、フリーマン艦長の冤罪証明に尽力する。
  - 少なくとも2377年の時点まではU.S.S.ヴォイジャーの戦術・保安部長を務める。

- モーガン・ベイトソン[18][19]
  - 『新スタートレック』の登場人物。第21話ゲスト。宇宙艦隊所属の地球人の男性。大佐。艦隊の極秘任務を指揮し、フリーマン艦長の冤罪を証明する成果を挙げる。現在はアキラ級艦の艦長。
  - 『新スタートレック』第118話「恐怖の宇宙時間連続体（英語版）」でソユーズ級宇宙艦U.S.S.ボーズマン NCC-1941[20]の艦長として登場。タイフォン星域にて循環する時間の輪に取り込まれ、約90年間指揮下のクルー共々時空連続体の歪みに捉われ続けた。2368年、同星域にて同様の現象に巻き込まれたエンタープライズDにより時間の輪から漸く抜け出せた。

- モーン
  - 『スタートレック:ディープ・スペース・ナイン』の登場人物。第26話ゲスト。ディープ・スペース・ナインで貿易商を営んでいるルリアン人(Lurian)の男性で、クワークのバーの常連客。
  - 相変わらず、いつもの席でお酒を飲む。

## 各話リスト

### 第1シーズン
| 通算 | 話数 | サブタイトル（邦題） 原題                   | 監督           | 脚本                        | 公開日        |
| ---- | ---- | ------------------------------------------- | -------------- | --------------------------- | ------------- |
| 1    | 1    | 第二次接近遭遇 Second Contact               | Barry J. Kelly | マイク・マクマーン          | 2020年8月6日  |
| 2    | 2    | 外交特使 Envoys                             | Kim Arndt      | Chris Kula                  | 2020年8月13日 |
| 3    | 3    | 時間厳守命令 Temporal Edict                 | Bob Suarez     | Dave Ihlenfeld David Wright | 2020年8月20日 |
| 4    | 4    | 湿った船 Moist Vessel                       | Barry J. Kelly | Bob Suarez                  | 2020年8月27日 |
| 5    | 5    | キューピッドの外れ矢 Cupid's Errant Arrow   | Kim Arndt      | Ben Joseph                  | 2020年9月3日  |
| 6    | 6    | 気のいいフレッチャー Terminal Provocations  | Bob Suarez     | ジョン・コクラン            | 2020年9月10日 |
| 7    | 7    | ボイムラーのから騒ぎ Much Ado About Boimler | Barry J. Kelly | M. Willis                   | 2020年9月17日 |
| 8    | 8    | 真実 Veritas                                | Kim Arndt      | Garrick Bernard             | 2020年9月24日 |
| 9    | 9    | クライシス・ポイント Crisis Point           | Bob Suarez     | Ben Rodgers                 | 2020年10月1日 |
| 10   | 10   | セリトス絶体絶命！ No Small Parts           | Barry J. Kelly | マイク・マクマーン          | 2020年10月8日 |

### 第2シーズン
| 通算 | 話数 | サブタイトル（邦題） 原題                          | 監督        | 脚本                        | 公開日         |
| ---- | ---- | -------------------------------------------------- | ----------- | --------------------------- | -------------- |
| 11   | 1    | 奇妙なエネルギー Strange Energies                  | Jason Zurek | マイク・マクマーン          | 2021年8月12日  |
| 12   | 2    | ケイション 彼の目は開かれた Kayshon, His Eyes Open | Kim Arndt   | Chris Kula                  | 2021年8月19日  |
| 13   | 3    | 永遠のトム･パリス We'll Always Have Tom Paris      | Bob Suarez  | M. Willis                   | 2021年8月26日  |
| 14   | 4    | ムガートはグマート Mugato, Gumato                  | Jason Zurek | Ben Rodgers                 | 2021年9月2日   |
| 15   | 5    | ドゥープラーの困惑 An Embarrassment of Dooplers    | Kim Arndt   | Dave Ihlenfeld David Wright | 2021年9月9日   |
| 16   | 6    | あからさまなスパイ The Spy Humongous               | Bob Suarez  | ジョン・コクラン            | 2021年9月16日  |
| 17   | 7    | 愛欲の泉 Where Pleasant Fountains Lie              | Jason Zurek | Garrick Bernard             | 2021年9月23日  |
| 18   | 8    | セリトスクルーの実力テスト I, Excretus             | Kim Arndt   | Ann Kim                     | 2021年9月30日  |
| 19   | 9    | wej Duj                                            | Bob Suarez  | Kathryn Lyn                 | 2021年10月7日  |
| 20   | 10   | 初めてのファーストコンタクト First First Contact   | Jason Zurek | マイク・マクマーン          | 2021年10月14日 |

### 第3シーズン
| 通算 | 話数 | サブタイトル（邦題） 原題                                  | 監督                | 脚本               | 公開日         |
| ---- | ---- | ---------------------------------------------------------- | ------------------- | ------------------ | -------------- |
| 21   | 1    | 自宅待機 Grounded                                          | Jason Zurek         | Chris Kula         | 2022年8月25日  |
| 22   | 2    | 史上最少の殺戮ゲーム The Least Dangerous Game              | Michael Mullen      | Garrick Bernard    | 2022年9月1日   |
| 23   | 3    | 妄想と悪夢 Mining the Mind's Mines                         | Fill Marc Sagadraca | Brian D. Bradley   | 2022年9月8日   |
| 24   | 4    | 機関部を休ませろ! Room for Growth                          | Jason Zurek         | ジョン・コクラン   | 2022年9月15日  |
| 25   | 5    | 2人の自分 Reflections                                      | Michael Mullen      | マイク・マクマーン | 2022年9月22日  |
| 26   | 6    | 全てを聞き何も信じるな Hear All, Trust Nothing             | Fill Marc Sagadraca | Grace Parra        | 2022年9月29日  |
| 27   | 7    | 数学的に完璧な罪滅ぼし A Mathematically Perfect Redemption | Jason Zurek         | Ann Kim            | 2022年10月6日  |
| 28   | 8    | クライシス・ポイント2 Crisis Point 2: Paradoxus            | Michael Mullen      | Ben Rodgers        | 2022年10月13日 |
| 29   | 9    | 信頼出来る情報源 Trusted Sources                           | Fill Marc Sagadraca | Ben M. Waller      | 2022年10月20日 |
| 30   | 10   | 夜空の星 The Stars at Night                                | Jason Zurek         | マイク・マクマーン | 2022年10月27日 |